# Port lotniczy Ernesto Cortissoz
Port lotniczy Ernesto Cortissoz (IATA: BAQ, ICAO: SKBQ) – międzynarodowy port lotniczy położony w Barranquilli, w Kolumbii.

## Linie lotnicze i połączenia

### Linie pasażerskie

#### Terminal międzynarodowy
- Avianca (Miami)
  - Copa Airlines Colombia (Panama)
  - American Airlines (Miami)
  - Insel Air (Curacao)

#### Terminal krajowy
- Aerolínea de Antioquia (Monteria, Cucuta)
- Copa Airlines Colombia (San Andrés Island)
- LAN Colombia (Bogotá, Cali, Medellin-JMC)
- Avianca (Bogotá, Medellín-José María Córdova)
  - Avianca Obsługiwane przez SAM Colombia (Bogotá, Cali)
- Viva Colombia (Bogota, Medellin)

### Linie cargo
- AeroSucre
- Arkas
- Cielos del Peru (Miami, Los Angeles, Lima)
- Líneas Aéreas Sudamericanas
- Tampa Cargo (Medellin, Miami)
- South Winds (Miami)